# Glötesvålen
Glötesvålen är en lågfjällsplatå i Härjedalen belägen cirka fyra mil nordväst om Sveg. Högsta höjden är 1 010 m ö.h..
En vål är ett lågfjäll med en ganska mjuk och flack profil men Glötesvålens sidor är ganska branta och klippiga. Terrängen består mestadels av stenblock, av Vemdalskvartsit, som utsatts för ständig frostsprängning vilket gör att fjällplatån mest liknar en stenhög. Bergarten är cirka 570 miljoner år gammal och består av sedimentär sandsten som under årens gång deformerats och omvandlats. En del stenar har en blank och polerad yta, nästan som man kan se på stenar i havsranden men här är det vinden som slipat stenarna som gör att det ibland ser ut som om fjället blänker. På Glötesvålen har Sveriges högst belägna vindpark byggts. Parken består av 30 stycken verk Den har en totalhöjd på 125 meter och produktionen av elektricitet är 220 GWh (220 miljoner kWh). Närmaste bebyggelse är byn Glöte, fem kilometer från vindparken.